# Rivière Polemond
Der Rivière Polemond ist ein ca. 142 km langer Zufluss der Hudson Bay in der Verwaltungsregion Nord-du-Québec der kanadischen Provinz Québec.

## Flusslauf
Der Rivière Polemond bildet den Abfluss eines 100 m hoch gelegenen namenlosen Sees, 146 km nordöstlich von Inukjuaq. Der Fluss fließt in überwiegend westnordwestlicher Richtung durch die Tundralandschaft des Kanadischen Schilds. Zahlreiche Flussverbreiterungen und Seen liegen entlang des Flusslaufes, darunter der Lac Roulier. Bei Flusskilometer 65 trifft ein 100 km langer namenloser größerer Nebenfluss von links auf den Rivière Polemond. Etwa 18 Kilometer oberhalb der Mündung trifft der Rivière Airlunaaq von Süden kommend auf den Fluss. Der Rivière Polemond verbreitert sich an dieser Stelle zu einer Seenlandschaft. Auf seinen letzten 8 Kilometern strömt der Rivière Polemond weiter in Richtung Westnordwest. Die trichterförmige Mündung des Rivière Polemond in den Shoal Harbour, eine breite Bucht an der Ostküste der Hudson Bay, befindet sich 60 km südsüdwestlich von Puvirnituq. Das Einzugsgebiet des Rivière Polemond umfasst eine Fläche von 3289 km².